# ジャン・ジオノ
ジャン・ジオノ（Jean Giono、1895年3月30日 - 1970年10月8日）は、フランス、プロヴァンス出身の作家。
プロヴァンス地方マノスクに生まれる（生涯マノスクに在住亡くなった）。16歳で銀行員として働き始める。1914年第一次世界大戦に出征。
1929年長編小説『丘』がアンドレ・ジッドに認められ出版。第二次世界大戦では徴兵反対運動を行う。1939年逮捕される。同時期にハーマン・メルヴィル「白鯨」のフランス語（訳者は他2名、1939年）を刊。戦後の1955年にトバイアス・スモレット作品を訳している。
1953年の『木を植えた男』は、『リーダーズ・ダイジェスト』の「あなたが今まで会った中で最も忘れがたい人物は誰か」というアンケートへの回答だったが、編集部はその人物が実在しないことを確認して掲載しなかった（高畑勲訳著）。しかしテキストはいつしか広がり、ジオノの没後、20数か国語に翻訳され、フレデリック・バックによってアニメーション化された。

## 日本語訳一覧
- Colline（1929）
  - 『運命の丘』葛川篤訳 フランス現代小説 第一書房 1936
  - 『丘』山本省訳 岩波文庫 2012
- 『牧羊神』永田逸郎訳 三学書房 1941
- Le Chant du monde (1934)
- 『世界の歌』山本省訳 河出書房新社 2005
- Un roi sans divertissement 1947
- 『気晴らしのない王様』酒井由紀代訳 河出書房新社 1995
- Les grands chemins（1951）
- 『いかさまトランプ師の冒険』酒井由紀代訳 河出書房新社 1997
- L'homme qui plantait des arbres（1953）
- 『木を植えた男』フレデリック・バック絵 寺岡襄訳 あすなろ書房 1989
- 『木を植えた人』原みち子訳 こぐま社 1989
- 『木を植えた男を読む』フレデリック・バック画 高畑勲訳著 徳間書店 1990
- 『木を植えたひと』ウィリー・グラサウア絵 福井美津子訳 世界文化社 2005
- 『木を植えた男』山本省訳 彩流社 2006
- 『対訳フランス語で読もう「木を植えた男」』村松定史、梅比良眞史訳註 第三書房 2011、新版2016
- Le Hussard sur le toit 1951
- 『屋根の上の軽騎兵』酒井由紀代訳 河出書房新社 1997
- Que ma joie demeure
- 『喜びは永遠に残る』山本省訳 河出書房新社 2001
- Le petit garcon qui avait envie d’espace
- 『大空を見たかった少年』ジャン=ルイ・ベッソン絵 福井美津子訳 世界文化社 2005

以下は、各・山本省訳の新訳版
- 『憐憫の孤独』彩流社・フィギュール彩 2016
- 『ボミューニュの男』山本省訳 彩流社 2019
- 『二番草』彩流社 2020
- 『青い目のジャン』彩流社 2020
- 『本当の豊かさ』彩流社 2020
- 『大群』彩流社 2021
- 『純粋の探究』彩流社 2021
- 『蛇座』彩流社 2021
- 『メルヴィルに挨拶するために』彩流社 2022、訳者解説

## 参考
- 『木を植えた男』寺岡訳
- 英語版ウィキペディア